# Steueranpassungsgesetz 1934
Das Steueranpassungsgesetz (StAnpG) vom 16. Oktober 1934 enthielt weitreichende Grundsätze und Begriffsbestimmungen des deutschen Steuerrechts.
Die Verabschiedung des Gesetzes erfolgte maßgeblich auf Initiative von Fritz Reinhardt, der mit Nachdruck an einer Ideologisierung des Steuerrechts arbeitete. Dementsprechend lautete der erste Absatz im § 1, dass die Steuergesetze nach nationalsozialistischer Weltanschauung auszulegen sind. Alle weiteren in diesem Gesetz enthaltenen Kodifikationen sind von spezifischem ideologischem Gedankengut frei. Geregelt wurden Begrifflichkeiten und Auslegungen von Steuergesetzen, wie die Ausübung des Ermessens, die Entstehung der Steuerschuld, die steuerliche Behandlung von Wirtschaftsgütern und die Steuerfreiheit gemeinnütziger, mildtätiger und kirchlicher Zwecke.
Verbunden mit der Reichsabgabenordnung (AO) ist das Steueranpassungsgesetz als steuerliches Grundgesetz anzusehen. Als „fachlicher Vater“ der AO gilt heute Enno Becker, dessen Ideen in das Steueranpassungsgesetz eingeflossen sind.
Die Vorschriften blieben, bis auf den durch Kontrollratsgesetz Nr. 12 vom 11. Februar 1946 gestrichenen § 1 mit seinen Hinweisen auf die NS-Weltanschauung, in der Bundesrepublik bis zum 31. Dezember 1976 in Kraft. Am 1. Januar 1977 ist an die Stelle des StAnpG die Abgabenordnung getreten. Die inhaltlichen Vorschriften wurden teilweise wortgenau übernommen. Insoweit ist die alte Rechtsprechung zum Steueranpassungsgesetz 1934 unverändert zu entsprechenden Vorschriften der AO 1977 zu beachten.